# Stilpon graminum
Stilpon graminum är en tvåvingeart som först beskrevs av Fallen 1815.  Stilpon graminum ingår i släktet Stilpon och familjen puckeldansflugor. Arten är reproducerande i Sverige. Inga underarter finns listade i Catalogue of Life.